# Teatr Dionizosa
Teatr Dionizosa (nowogr. Θέατρο του Διονύσου) – starożytny teatr grecki, znajdujący się u stóp Akropolu w Atenach.
Usytuowany na południowym stoku Akropolu, koło świątyni Dionizosa Eleutherosa, teatr został zbudowany w połowie VI wieku p.n.e. – początkowo jako prowizoryczna konstrukcja z drewnianymi ławami i drewnianą skene. Stały, kamienny teatr został wzniesiony dopiero przez Likurga około 330 p.n.e., który również znacznie powiększył teatr, dodając drugą diazomę. W okresie hellenistycznym i rzymskim budowla została poddana licznym przebudowom. Pośrodku teatralnej orchestry stał ołtarz (thymele) Dionizosa, wokół którego gromadził się chór.
Teatr Dionizosa stanowił jeden z najważniejszych obiektów tego typu i wzór architektoniczny dla wszystkich późniejszych teatrów greckich. Swoje sztuki wystawiali w nim m.in. Ajschylos, Sofokles, Eurypides i Arystofanes.
Pod koniec starożytności teatr popadł w ruinę. Jego pozostałości zostały zlokalizowane w 1765 roku przez Richarda Chandlera i odsłonięte podczas przeprowadzonych w połowie XIX wieku prac wykopaliskowych.